# Damphu
Damphu ist der Hauptort und der Verwaltungssitz des Distrikts (dzongkhag) Tsirang in Bhutan.

## Lage
Damphu liegt im Süden von Bhutan, oberhalb des Flusses Puna Tsang Chhu, der westlich des Ortes die Grenze zum Distrikt Dagana bildet. Vom Ort Majgaon am Fluss verläuft eine kurvenreiche Straße durch die Berge bis nach Damphu auf über 1000 m Höhe. Eine Straße von Wangdue Phodrang nach Sarpang und Gelephu an der Grenze zu Indien führt durch den Ort.

## Bevölkerung
2005 hatte der Ort 1666 Einwohner.